# Penthea tigrina
Penthea tigrina là một loài bọ cánh cứng trong họ Cerambycidae.